# Usuard

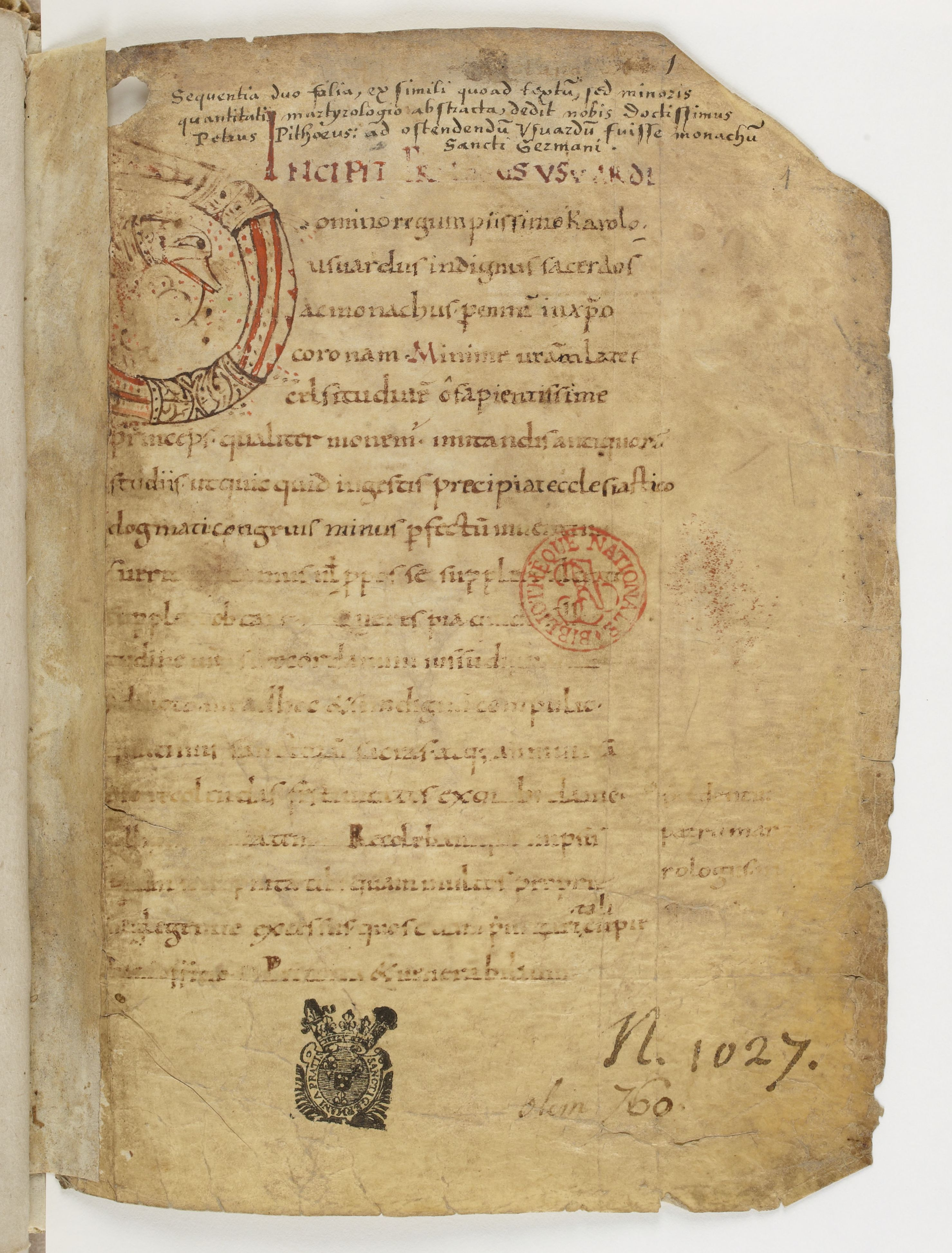
Beginn des Martyrologiums in der ältesten Handschrift, Ms. lat. 13745 der Bibliothèque nationale, Paris

Usuard  († 23. Januar 877 in Paris) war ein Benediktinermönch der Abtei Saint-Germain-des-Prés.

## Leben
Der Name Usuardus erscheint in einer Liste der Mönche von Saint-Germain-des-Prés, die um 841 oder 847 geschrieben wurde. Im Jahr 858 ging er gemeinsam mit Odilard nach Spanien, um Reliquien zu sammeln. Sie kehrten mit den Gebeinen der Märtyrer Georg, Aurelius und Nathalie, die am 27. Juli 852 in Córdoba in Andalusien hingerichtet wurden, zurück. Der Bericht über diese Reise wurde von Aimoin von Saint-Germain-des-Prés verfasst.

## Schaffen
Usuard ist der Autor eines Martyrologiums, eines kalendarisch geordneten Heiligenverzeichnisses, das Karl dem Kahlen gewidmet ist. Die Widmung wird um das Jahr 865 vermutet. Das Usuard-Martyrologium enthält das Leben von elfhundert Heiligen. Das Martyrologium synthetisiert Elemente des alten Martyrologium Hieronymianum, des Martyrologiums des Ado von Vienne und einer verbesserte Version desjenigen von Beda Venerabilis, die Florus von Lyon zugeschrieben wird. Usuards Werk erwies sich als besonders geeignet für den liturgischen Gebrauch, weshalb es sich im gesamten Mittelalter großer Beliebtheit erfreute, wie zahlreiche überlieferte Manuskripte belegen. Die Abschriften basieren auf Usuards erster Bearbeitung seines Werkes. Er überarbeitete es jedoch erneut. Die Handschrift Ms. lat. 13745 der Bibliothèque nationale in Paris, die älteste erhaltene Handschrift des Martyrologs, gilt als Usuards Überarbeitungsexemplar, auch wenn er sie wohl nicht eigenhändig geschrieben hat.

## Werke
- Martyrologium Usurardi, Ausgabe in der Patrologia Latina
- Dom Jacques Dubois: Le martyrologe d'Usuard. Texte et commentaire. (Subsidia hagiographica 40). Société des bollandistes, Brüssel 1965 (Wiss. Ausgabe, s. Rezension von Jean Vezin, in: Bibliothèque de l'Ecole des Chartes 127 (1969), S. 488–490).
- Ms. lat. 13745 der Bibliothèque nationale, Paris (Usuards Überarbeitungsexemplar, um 865)
- MS-C-5 - Usuardus Sangermanensis. Regula sancti Benedicti et alia. (Sammelhandschrift), Altenberg, Zisterzienserabtei, 14. Jh., 3. Viertel (nach 1346/47; vor 1359) Digitalisat
- MS-C-4 - Kalendarium. Usuardus Sangermanensis. Benedictus de Nursia et alia. (Sammelhandschrift), Kentrop, Zisterzienserinnenabtei, 15. Jh., 1. Viertel (nach 1404) Digitalisat
- MS-C-3 - Usuardus Sangermanensis. Constitutiones Fratrum Sanctae Crucis. Novae constitutiones Fratrum Sanctae Crucis. Evangelistarium. (Sammelhandschrift), Marienfrede, Kreuzherrenkonvent, T. 1: 1498; T. 2: nach 1466 Digitalisat